# ¿Quién se ha tomado todo el vino?
"Quién se ha tomado todo el vino" es el nombre de una canción (originalmente de blues) compuesta en 1980 por Jorge Cueto y Luis Mario Altamirano, y registrada en 1986 a nombre de ellos y de Juan Carlos Jiménez Rufino (conocido como la Mona Jiménez). Su título real es "Quién se tomó todo el vino" y su subtítulo "Quién se ha tomado todo el vino", con el que es más conocida. La canción se convirtió en una de las canciones más populares de la Argentina y un emblema del cancionero de la Mona Jiménez. Inicialmente la canción fue compuesta por Cueto/Altamirano como una canción de blues rock, transformada luego por Jiménez en una canción de cuarteto.

## Historia
Jorge Cueto, uno de los autores de la canción, ha contado que la canción fue compuesta originalmente por él y Mario Altamirano en 1980, con forma de blues. Por entonces ambos integraban la banda de rock cordobesa llamada Año Luz, fundada en 1974, y tenían la costumbre de reunirse en Córdoba Capital todos los sábados por la mañana a componer, mientras preparaban un asado para comer al mediodía. Un día, poco después del mediodía, estaban sólo ellos dos y al querer tomar vino, se dan cuenta de que la última damajuana que tenían, estaba vacía. El hecho dio paso a una serie de bromas mutuas sobre "quién se había tomado el vino si estábamos sólo nosotros”. Ambos entonces comenzaron a jugar la idea con un blues que venían trabajando, mientras que Cueto bosquejó la letra, para publicarla y completarla luego.
En 1985, Altamirano fue contratado por el conocido cantante de cuarteto cordobés la Mona Jiménez, a quién le mostró la canción. Jiménez mostró interés inmediato en la misma y comenzó a modificar la música para adaptarla al género cuarteto:

A los rockeros en los ‘80 no nos interesaba Sadaic ni registrar temas, queríamos tocar. Cuando me entero que la Mona estaba trabajando en el tema, me acerqué a Sadaic y él ya había reservado el título y tenía todos los trámites hechos. Si yo no firmaba, quedaba afuera. Entonces firmé como coautor, junto a Mario Altamirano y Carlos Jiménez.
Jorge Cueto

Cueto sostiene que la letra le pertenecía íntegramente a él y que sólo la música fue el resultado de la obra creadora de los tres, pero también reconoce que gracias Carlos Jiménez "y su pegue instantáneo con la gente..."; cobraría los derechos de autor desde el año 1986".
Por su parte la Mona Jiménez, ha reconocido que el tema había sido inicialmente creado por Cueto y Altamirano:

Esa canción era un blues. Uno de mis músicos, Mario Altamirano, "Tribilín", había estado doce años tocándola en los shows del dúo que tenía con el gordo Cueto y de vez en cuando la tocaba en el colectivo, cuando salíamos de gira. (...) Los otros muchachos se embolaban. “Che, dejá de cantar esa cagada”, decían. Hasta que en un ensayo le pedí que la tocara. “Hay que cambiarles algunas cosas”, le dije. (...) Esa canción se metió en la gente que no me escuchaba, que no me quería, que cuando podía me insultaba”
Mona Jiménez

La versión original blues-rock está grabada en el álbum Rockeando en Cosquín de la banda Año Luz, cantada por Cueto y puede escucharse libremente en el sitio web de la banda.

## Letra
La letra, relativamente corta, tiene dos estrofas y un estribillo. El cantante comienza afirmando en forma drámática "no se qué pasa en esta ciudad" y denunciando que está "a punto de morir de sed", para pasar al estribillo que remata con la pregunta que da nombre a la canción:
"¿Quién se ha tomado todo el vino?". Eso es lo único que el cantante quiere saber.

No sé qué pasa en esta ciudad,
no sé qué pasa, no puedo entender,
estoy a punto de morir de sed
porque no encuentro algo para tomar

Díganme, sólo quiero saber,
Quién se ha tomado todo el vino?

## Música
Las dos versiones básicas del tema son la original en ritmo de blues-rock y la más conocida, en ritmo de cuarteto. Ambas están tocada en la menor y re menor, pasando en el estribillo a do mayor-sol mayor-la menor. En la versión en cuarteto, la Mona Jiménez le agrega un juego rítimco usando las letras "e" (en las palabras "quién", "diganmé" y "saber") y "o" (en la palabra "vino"), que le da continuidad y acentúa la naturaleza rítmica y bailable de esta versión.

## Versiones
- La versión original blues-rock está grabada en el álbum Rockeando en Cosquín de la banda Año Luz, cantada por Cueto y puede escucharse libremente en el sitio web de la banda.[4]

- El tema fue grabado por primera vez en 1986, en el álbum En Vivo de la Mona Jiménez, grabado en el Club Monumental Sargento Cabral, conocido como "la catedral del Cuarteto", centro histórico del cuarteto cordobés, ubicado en el barrio San Vicente de Córdoba Capital.[3][5]

- Otra versión destacada es la de la banda de rock Divididos, de Ricardo Mollo que incluye parte del tema en la canción «Sobrio a las piñas», grabada en el álbum Gol de mujer (1998). Otra excelente versión ha sido elaborada por el Coro Municipal de la Ciudad de Córdoba, acentuando ciertas características lírico-musicales del tema, así como sus aspectos humorísticos.[6]

- La banda de metal bizarro, Asspera hace una versión thrash en su disco Viaje al centro de la verga (2012).